# The Kane Chronicles
The Kane Chronicles (no Brasil As Crônicas dos Kane e em Portugal Crónicas de Kane) é uma série de livros de aventura e fantasia escrita por Rick Riordan (Mesmo autor das Séries best-sellers Percy Jackson e os Olimpianos e Os Heróis do Olimpo). Com o enredo situado nos Estados Unidos e na Inglaterra, os livros são predominantemente baseados na Mitologia Egípcia. A série foi originalmente planejada como uma trilogia.
Os protagonistas da série são Sadie Kane e Carter Kane, que também narram a história. Ambos descobrem que são descendentes de dois faraós, Narmer e Ramessés II. Eles aprendem que os seres lendários da Mitologia Egípcia sempre existiram, como os magos, deuses e monstros.

## Livros

### A Pirâmide Vermelha

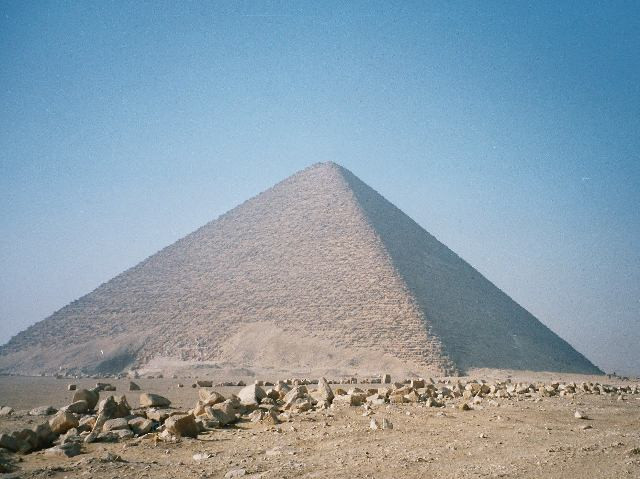
A Pirâmide Vermelha real, localizada no Egito

A Pirâmide Vermelha é o primeiro livro da série As Crônicas dos Kane. Foi lançado originalmente no dia 4 de maio de 2010 nos Estados Unidos pela Disney Hyperion.
O primeiro livro da série, introduz a história dos personagens principais. Um deles é Carter Kane, que desde a morte da mãe, seis anos atrás, viaja o mundo com o pai, o egiptólogo Dr. Julius Kane. Ele não frequenta a escola e seus pertences cabem em uma única mala. Enquanto isso, sua irmã mais nova, a outra personagem principal, Sadie Kane, é criada pelos avós em Londres. Ela tem tudo o que Carter queria: casa, amigos e uma vida “normal”. E ele, o que ela mais deseja: conviver com o pai. Depois de tanto tempo separados, os irmãos não tinham praticamente mais nada em comum.
Até que na noite de Natal, em uma visita ao British Museum, o pai faz uma estranha promessa: tudo voltará a ser como antes. Mas seu plano dá errado, e os irmãos acabam assistindo ao momento em que um personagem misterioso desaparece com o egiptólogo e provoca uma explosão magnífica.
Para salvar o pai, os irmãos embarcam em uma perigosa jornada, na qual descobrem que os deuses do Egito Antigo foram despertados e algo terrível está para acontecer – e que tudo isso está relacionado com uma ligação ancestral entre os Kane e a Casa da Vida, ordem secreta que existe desde a época dos faraós.
Primeiro volume da série As Crônicas dos Kane, A Pirâmide Vermelha leva aos leitores à aventura, o mistério e o irresistível humor já característicos dos livros de Rick Riordan, autor da bem-sucedida série Percy Jackson & os Olimpianos. Os capítulos narrados ora por Carter, ora por Sadie, dão à história o tom ao mesmo tempo engraçado e comovente da rivalidade e das provocações entre os irmãos, que mal se conhecem no início da saga, mas, quem sabe, ainda serão grandes companheiros.

### O Trono de Fogo
O Trono de Fogo é o segundo livro da série. Foi lançado originalmente no dia 3 de maio de 2011 nos Estados Unidos pela editora Disney Hyperion.
Os deuses do Egito Antigo foram libertados, e desde então Carter Kane e sua irmã, Sadie, vivem mergulhados em problemas. Descendentes da Casa da Vida, ordem secreta que remonta à época dos faraós, os dois têm poderes especiais, mas ainda não os dominam por completo – refugiados na Casa do Brooklin, local de aprendizado para novos magos, eles correm contra o tempo. Seu inimigo mais ameaçador, Apófis, está se erguendo, e em poucos dias o mundo terá um final trágico.
Para terem alguma chance de derrotar as forças do caos, precisarão da ajuda de Rá, o deus sol. Despertá-lo não será fácil: nenhum mago jamais conseguiu. Carter e Sadie terão de rodar o mundo em busca das três partes do Livro de Rá, para só então começarem a decifrar seus encantamentos. E, é claro, ninguém faz ideia de onde está o deus.

### A Sombra da Serpente
A Sombra da Serpente é o terceiro e último livro da série As Crônicas dos Kane. Foi lançado originalmente no dia 1 de maio de 2012 pela Disney Hyperion.
Apesar de seus melhores esforços, Carter e Sadie Kane parecem não conseguir abater Apófis, a cobra do caos. Agora Apófis está ameaçando mergulhar o mundo na escuridão eterna, e os Kane se deparam com a tarefa impossível de destruí-lo de uma vez por todas. Infelizmente, os magos da Casa da Vida estão à beira de uma guerra civil, os deuses estão divididos, e os jovens iniciados da Casa do Brooklyn lutam quase sozinhos contra as forças do caos. A única esperança dos Kane é um feitiço antigo que pode transformar a própria sombra da serpente em uma arma, mas a magia esteve perdida por um milênio. Para achar a resposta que precisam, os Kane devem contar com um fantasma assassino de um mago poderoso que pode ser capaz de levá-los à sombra da serpente… ou pode levá-los à morte nas profundezas do Mundo Inferior.
Nada menos que o mundo mortal está em risco quando a família Kane cumpre seu destino nessa conclusão eletrizante de As Crônicas dos Kane.

## Livros complementares

### As Crônicas dos Kane: Guia de Sobrevivência
Guia de Sobrevivência é um livro complementar à série As Crônicas dos Kane. Foi lançado originalmente no dia 20 de março de 2012 pela Disney Hyperion.

## Precedentes

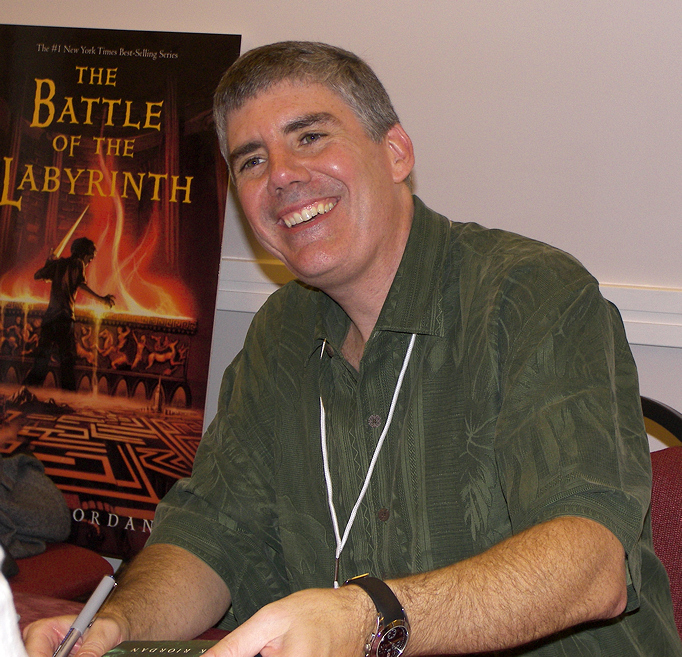
Rick Riordan, também escreveu a série best-seller Percy Jackson e os Olimpianos

Sobre o motivo de ter escolhido o Egito como tema de sua série, o autor declarou:
| “ | O Egito é um assunto fascinante. Quando eu era professor, esse era o único tema que meus alunos achavam tão legal quanto a Grécia, e é um assunto pouco explorado em livros infanto-juvenis. Alguns fãs me perguntaram se eu escreveria um livro sobre isso, e eu gostei da ideia, foi um ótimo desafio. Os deuses do Egito são parecidos com os da Grécia, mas são mais exóticos e difíceis de definir. Tive de fazer uma pesquisa extensa, mas ao mesmo tempo me senti bem por fazer algo que não havia sido feito antes. Espero que os livros despertem o interesse das crianças para a mitologia egípcia. Alguns leitores já me disseram que gostam mais da série nova do que de Percy Jackson. | ” |

## Personagens principais
- Carter Kane - O irmão mais velho de Sadie, viajou com seu pai todos os dias, mas após ver seu pai quebrar a Pedra de Roseta e libertar cinco deuses egípcios, ele vira o hospedeiro de Hórus (o Deus dos Céus).Ele é muito inteligente e forte . Carter é muito inteligente e é apaixonado por Zia Rashid. Ele comanda o vigésimo primeiro nomo e é um líder nato. É mais forte que Sadie
- Sadie Kane - Irmã mais nova de Carter, Sadie morou com seus avós após a morte da sua mãe, e depois de seu pai, Em A Pirâmide Vermelha, Dr. Julius Kane, quebrar a Pedra de Roseta, Sadie passou a ser a hospedeira de Ísis, a Deusa da Maternidade ,magia, e ainda tem uma conexão com ela. Sadie tem grandes poderes com a magia, sabe ler hieróglifos .Gosta de Anúbis, Deus dos Funerais, mas em O Trono de Fogo, ela conhece Walt, um jovem mago que veio para a Casa do Brooklin, para ajudá-los a deter Apófis e fica indecisa entre ele e Anúbis.
- Zia Rashid - É uma maga, treinada no Primeiro Nomo, e consegue manipular o fogo além de ter várias habilidades com a magia. É orfã, pois Apófis destruiu o vilarejo em que ela vivia quando criança, deixando Zia como única sobrevivente. Carter é apaixonado por ela. Na noite em que o Dr. Julius Kane, pai de Carter e Sadie, explodiu a Pedra de Roseta, liberando deuses, a Deusa dos Rios, Néftis escolheu Zia como hospedeira.
- Amós Kane - Irmão do Dr. Julius Kane e tio de Sadie e Carter Kane. No Segundo Livro se torna o Sacerdote-leitor Chefe da Casa da Vida após a morte do até então no cargo, Michel Desjardins.
- Michel Desjardins - Sacerdote-leitor Chefe. Cometeu suicídio, afim de execrar Apófis.
- Vladimir Menshikov - Líder do Décimo Oitavo Nomo (São Pertersburgo - Rússia). No livro A Pirâmide Vermelha e em O Trono de Fogo, Menshikov é um traidor da Casa da Vida, tanto é que tenta libertar Apófis de sua prisão nas profundezas do Duat.
- Walt - Um mago que aparece no livro O Trono de Fogo, é um sau, produtor de amuletos mágicos, e no início não havia escolhido seu deus patrono, o que ia seguir, porém ao longo de A Sombra da Serpente é descoberto que ele segue o caminho de Anúbis, Deus dos funerais, e se funde com ele. Descende da família de Akhenaton e sofre da mesma maldição do Rei Tut.
- Ruby Kane - A mãe de Carter e de Sadie, Ruby, era uma antropóloga britânica especialista em investigação de DNA antigo. Morreu em um acidente misterioso, quando as crianças eram bem novas, e o Dr. Julius jamais contou a elas detalhes sobre o ocorrido. A verdade pode ser pior do que os dois irmãos imaginam, e eles terão de descobrir o segredo da morte da mãe se quiserem continuar vivos.

## Divindades Egípcias
- Anúbis - Deus dos funerais e da morte.
- Apófis - Líder do Caos, Seu maior inimigo é Rá (Líder da Ordem), por quem foi preso em uma cadeia mágica formada pro diversos escaravelhos junto com a deusa Bastet  para lutarem eternamente, para assim o Caos nunca conseguir se erguer.
- Babi - deus dos babuínos.
- Bastet - É a deusa dos gatos, depois do Julius Kane, pai de Carter e Sadie, e sua mulher salva-lá da agulha de Cleópatra, ela passou a ser o gatinho de Sadie, Muffin, para protege-lá, e ajudou Sadie e Carter em sua missão.
- Bes -  É o deus dos Anões  , aparece no segundo livro da série , O Trono de Fogo a pedido de sua amiga , a deusa Bastet para proteger e ajudar os irmãos Kane em busca dos papiros .No final da história , acaba tendo seu ren(parte da alma) devorado pelo deus Khonsu por causa de uma aposta, após perder uma peça em um jogo de Senet.
- Geb - deus da terra, esposo de Nut.
- Hórus - É o deus dos céus e se hospeda em Carter Kane, após o Dr. Julius Kane (Pai de Carter e Sadie Kane) o liberar com os outros 4 deuses (Seti, Osíris, Ísis, Néftis) da pedra de Roseta.
- Ísis - É a deusa da magia e se hospeda em Sadie Kane, após o Dr. Julius Kane (Pai de Carter e Sadie Kane) a liberar com os outros 4 deuses (Seti, Osíris, Hórus, Néftis) da pedra de Roseta.
- Néftis - É a deusa do rios e se hospeda em Zia Rashid após o Dr. Julius Kane (Pai de Carter e Sadie Kane) a liberar com os outros 4 deuses (Seti , Osíris , Ísis , Hórus) da pedra de Roseta.
- Osíris - É o deus dos mortos e Senhor do Reino dos Mortos e se hospeda no Dr. Julius Kane , após ele o liberar com os outros 4 deuses (Seti , Hórus , Ísis , Néftis) da pedra de Roseta.
- Rá - Líder da Ordem, Seu maior inimigo é Apófis (Lider do Caos) e tem como braço direito a deusa Bastet.
- Seti - É o deus do mal e dos desertos , no primeiro livro , ele tenta construir a Pirâmide Vermelha , mas é impedido pelos Kane.

## Adaptações

### Quadrinhos
Em 2011, foi confirmado por Rick Riordan que a série As Crônicas dos Kane ganharia sua edição Graphic Novel, assim como a série Percy Jackson & os Olimpianos. A adaptação do livro A Pirâmide Vermelha foi lançada em 2 de outubro de 2012, nos Estados Unidos. No Brasil, a Editora Intrínseca — responsável pelos lançamentos de Riordan no país — não se pronunciou a respeito do lançamento do livro.